# ثلاثة آلاف عام من الشوق
ثلاثة آلاف عام من الشوق (بالإنجليزية: Three Thousand Years of Longing)‏ هو فيلم ملحمي رومانسي فنتازيا قادم من إخراج وكتابة جورج ميلر وبطولة إدريس إلبا وتيلدا سوينتون.

## روابط خارجية
ثلاثة آلاف عام من الشوق على موقع IMDb (الإنجليزية)
- ثلاثة آلاف عام من الشوق على موقع ميتاكريتيك (الإنجليزية)
- ثلاثة آلاف عام من الشوق على موقع روتن توميتوز (الإنجليزية)
- ثلاثة آلاف عام من الشوق على موقع ألو سيني (الفرنسية)
- ثلاثة آلاف عام من الشوق على موقع أول موفي (الإنجليزية)
- ثلاثة آلاف عام من الشوق على موقع فيلمافينيتي (الإسبانية)
- ثلاثة آلاف عام من الشوق على موقع قاعدة بيانات الفيلم (الإنجليزية)
- ثلاثة آلاف عام من الشوق على موقع ليتربوكسد (الإنجليزية)
- ثلاثة آلاف عام من الشوق على موقع كينوبويسك (الروسية)